# Werner Haustein
Werner Haustein (geboren 1. Juni 1894 in Dresden; gestorben 6. Mai 1959 in Frankfurt am Main) war ein deutscher Jurist und Eisenbahnbeamter.

## Leben
Nach dem mit der Promotion abgeschlossenen Studium der Rechtswissenschaften und Teilnahme am Ersten Weltkrieg trat Haustein 1920 in den Dienst der Deutschen Reichsbahn. Mit dem Übergang zur Deutschen Reichsbahn-Gesellschaft erhielt er 1924 die Amtsbezeichnung als Reichsbahnrat. 1933 wurde er Personaldezernent der durch ihre Lage im Ruhrgebiet bedeutsamen Reichsbahndirektion Essen. Anlässlich der Hundertjahrfeier der deutschen Eisenbahnen im Jahr 1935 verfasste er, inzwischen zum Reichsbahnoberrat befördert, zusammen mit dem Reichsbahninspektor Berthold Stumpf, das Werk Hundert Jahre deutsche Eisenbahner. Die Geschichte eines Berufsstandes. In diesem Werk würdigte er unter anderem die Umsetzung des Berufsbeamtengesetzes bei der Reichsbahn, die bereits vor den Nürnberger Gesetzen zu einer weitgehenden Entlassung jüdischer Reichsbahnbeamter geführt hatte.
Ab Oktober 1936 war Haustein Referent für Beamtenrecht in der Personalabteilung der Hauptverwaltung der Reichsbahn in Berlin. In dieser Funktion war er verantwortlich für die Umsetzung der Nürnberger Gesetze und weitere antisemitische Maßnahmen. So wurden Reichsbahnbeamte wiederholt dazu angehalten, nicht in jüdischen Geschäften einzukaufen oder sonstigen Umgang mit Juden zu pflegen. Mit der Überführung der Reichsbahn-Gesellschaft in die direkte Reichsverwaltung infolge des Gesetzes zur Neuregelung der Verhältnisse der Reichsbank und der Deutschen Reichsbahn im Jahr 1937 wechselte auch Hausteins Amtsbezeichnung, ohne dass sich sein Tätigkeitsfeld nennenswert änderte. Als Ministerialdirektor war Haustein im Reichsverkehrsministerium (RVM) weiterhin für Fragen des Beamtenrechts zuständig. Am 21. Mai 1937 beantragte Haustein die Aufnahme in die NSDAP und wurde rückwirkend zum 1. Mai desselben Jahres aufgenommen (Mitgliedsnummer 5.605.281). Ebenso war er SA-Mitglied im Rang eines Hauptsturmführers. Nach Beginn des Zweiten Weltkriegs war er 1941 kurzzeitig Leiter der Personalabteilung in der Zweigstelle Osten des RVM in Warschau, übernahm dann aber zum 1. Oktober 1941 als Präsident das Reichsbahn-Zentralamt für Personal- und Sozialwesen. 1944 wechselte er als Leiter der Personalabteilung zurück ins RVM.
Nach Kriegsende ging Haustein zunächst zur Reichsbahn-Generaldirektion in der britischen Zone, wo er 1946 als Referent tätig war. 1947 übernahm er die Leitung des Reichsbahn-Sozialamts, das mit der Gründung der Deutschen Bundesbahn (DB) 1949 zum Bundesbahn-Sozialamt wurde. Er war maßgeblich an der Formulierung des zum Jahresende 1951 in Kraft getretenen Bundesbahngesetzes beteiligt. 1952 wechselte Haustein als Leiter der Rechtsabteilung in die Hauptverwaltung der Bundesbahn nach Frankfurt am Main. 1956 übernahm er als Präsident das Hauptprüfungsamt der DB, im gleichen Jahr wurde er Honorarprofessor an der Universität Heidelberg. Er vertrat die DB vielfach in Fragen des internationalen Eisenbahnrechts und veröffentlichte dazu diverse Publikationen. Haustein starb am 6. Mai 1959 in Frankfurt.

## Ehrungen
Die Albert-Ludwigs-Universität Freiburg ernannte ihn im Oktober 1952 zum Ehrensenator, wovon sich der Senat der Universität am 25. Oktober 2017 aufgrund der nationalsozialistischen Vergangenheit distanzierte.

## Straßenname
In Frankfurt-Nied war nach ihm die Werner-Haustein-Straße in der Nähe des ehemaligen Bundesbahn-Ausbesserungswerks Nied benannt. Die Benennung wurde, nachdem seine Funktionen und Tätigkeiten während der NS-Zeit, unter anderem die Umsetzung der Nürnberger Gesetze bei der Reichsbahn, thematisiert wurden, vom Ortsbeirat Nied überprüft. Am 5. Juni 2018 beschloss der Ortsbeirat, dass die Straßenbezeichnung aufgehoben und die Straße dem Nieder Kirchweg zugeordnet wird (Amtsblatt vom 3. Juli 2018).

## Veröffentlichungen (Auswahl)
- Hundert Jahre deutsche Eisenbahner. Die Geschichte eines Berufsstandes (gemeinsam mit Berthold Stumpf). Konkordia-Verlag, Leipzig 1935.
- Das Werden der Großdeutschen Reichsbahn im Rahmen des Großdeutschen Reiches. Eine Zusammenstellung der wichtigsten Unterlagen. In: Die Reichsbahn. 18 (1942), S. 76–88 und 114–125.
- Bundesbahngesetz vom 13.12.1951 (BGBl. 1951 I S. 955) mit kurzen Erläuterungen, Bundesbahnvermögensgesetz, Allgemeines Eisenbahngesetz und Auszug aus dem Grundgesetz. Verlag Röhrig, Köln 1952.
- Die völkerrechtliche Stellung der Eisenbahnen in Kriegs- und Nachkriegszeiten. Verlag Röhrig, Köln 1952.
- Das internationale öffentliche Eisenbahnrecht. Verkehrswissenschaftliche Lehrmittelgesellschaft, Frankfurt am Main 1953.
- Beiträge zum Eisenbahnrecht. Verlag Röhrig, Darmstadt 1955.
- Rechtsgrundlagen des deutschen und des zwischenstaatlichen Verkehrs (gemeinsam mit Werner Weber). Verlag Röhrig, Darmstadt 1956.
- Die Eisenbahnen im deutschen öffentlichen Recht (als Herausgeber, unter Mitwirkung von Bundesbahnjuristen). Verkehrswissenschaftliche Lehrmittelgesellschaft, Frankfurt am Main 1960.